# بخش مرکزی شهرستان چادگان
بخش مرکزی شهرستان چادگان یکی از بخش‌های تابع شهرستان چادگان در استان اصفهان ایران است.

## تقسیمات کشوری
- بخش مرکزی شهرستان چادگان 
  - دهستان کبوترسرخ
  - دهستان کاوه آهنگر

شهرها: چادگان ، رزوه

## جمعیت
براساس سرشماری عمومی نفوس و مسکن در سال ۱۳۹۵، جمعیت بخش مرکزی شهرستان چادگان برابر با ۲۷،۰۰۰ نفر بوده‌است.